# Lars T. Jørgensen
Lars Troels Jørgensen, né le 3 février 1978 à Næstved, est un handballeur Danois

## Biographie
Après avoir évolué au Danemark, il a rejoint en 2001 la Liga ASOBAL, d'abord dans le club de BM Altea, club avec lequel il dispute et perd une finale de la Coupe de l'EHF (C3) en 2004 face au club allemand de THW Kiel, puis dans le club de Pampelune, Portland San Antonio. Avec ce dernier club, il devient champion d'Espagne en 2005 puis dispute une deuxième finale européenne, la Ligue des champions en 2006, finale perdue face à un autre club espagnol, BM Ciudad Real.
Avec sa sélection nationale, il remporte trois médailles de bronze consécutives au Championnat d'Europe, en 2002, 2004 et 2006, avant de remporter le titre européen lors du Championnat d'Europe 2008 aux dépens de la Croatie. L'année précédente, il avait remporté une médaille de bronze lors du Championnat du monde en Allemagne.

## Palmarès

### Club
compétitions internationales 
- Finaliste de la ligue des champions (C1) en 2006
- Finaliste de la Coupe de l'EHF (C3) en 2004

 compétitions nationales 
- Championnat d'Espagne (1) : 2005

### Sélection nationale
Championnat du monde
- Médaille de bronze au Championnat du monde 2007,  Allemagne

Championnats d'Europe
- Médaille d'or au Championnat d'Europe 2008,  Norvège
- Médaille de bronze au Championnat d'Europe 2006,  Suisse
- Médaille de bronze au Championnat d'Europe 2004,  Slovénie
- Médaille de bronze au Championnat d'Europe 2002,  Suède